# Opernbesetzungen der Salzburger Festspiele 1927 bis 1930

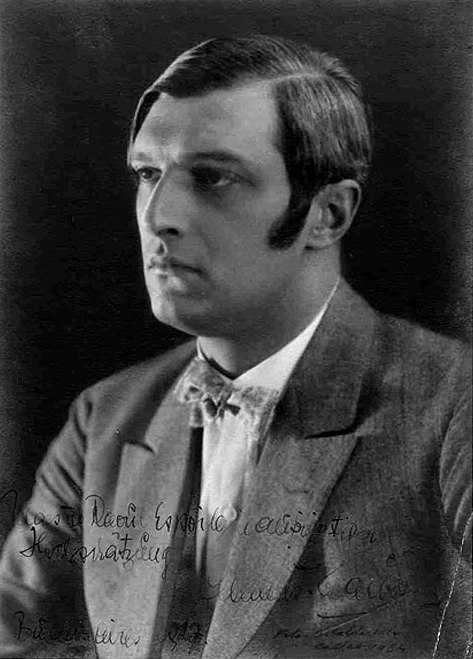
Clemens Krauss

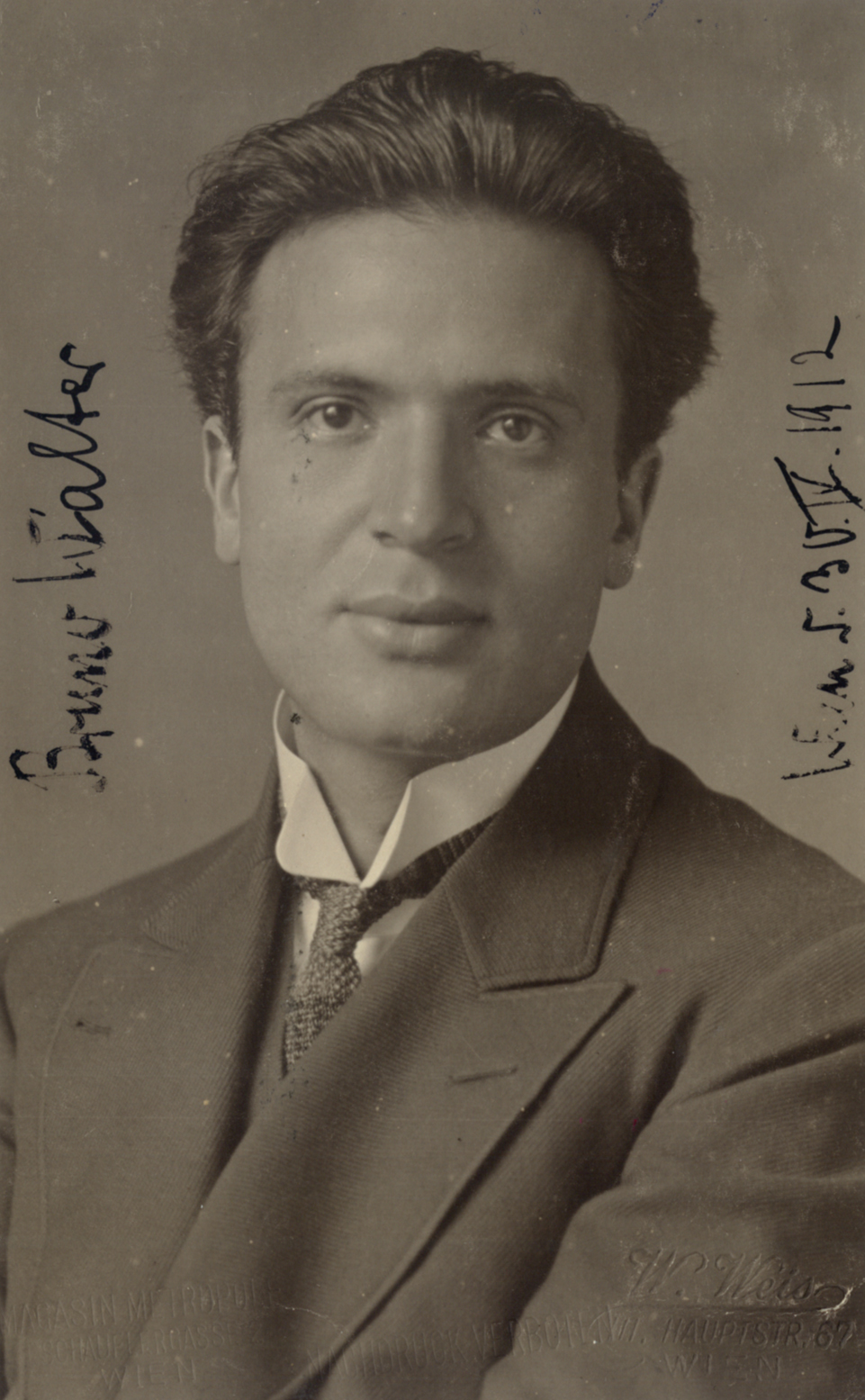
Bruno Walter

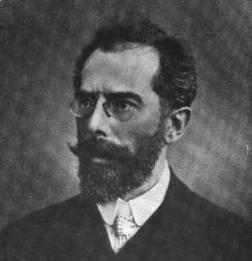
Franz Schalk

Die Opernbesetzungen der Salzburger Festspiele 1927 bis 1930 umfassen alle Opernaufführungen der Salzburger Festspiele in diesen Jahren. Diese Jahre wurden insbesondere vom Dirigenten Franz Schalk, dem Direktor der Wiener Staatsoper, geprägt, der 1931 verstarb. Dirigate von Opern übernahmen auch Robert Heger und Bruno Walter sowie erstmals 1929 Clemens Krauss, der Schalk als Wiener Operndirektor nachfolgte.

## Konzept
In den Jahren 1927 bis 1930 entschied sich das Schicksal der Festspiele. Es waren turbulente Zeiten, die vor allem Max Reinhardt in den Mittelpunkt heftiger Kontroversen rückten. Es war Reinhardt, der 1920 mit dem Jedermann von Hugo von Hofmannsthal am Domplatz die Festspiele begründet hatte, der 1925 den Bau des Festspielhauses gefordert und erreicht hatte, der 1926 die Felsenreitschule als großartige Spielstätte der Salzburger Festspiele entdeckt hatte. Und es war Reinhardt, der – durchaus mit antisemitischen Untertönen – von der Presse aufs Heftigste kritisiert, fallweise aber auch hofiert und glorifiziert wurde.
In Reinhardts Schatten kümmerte sich Franz Schalk, Direktor der Wiener Staatsoper bis 1929, ruhig und verlässlich um den Aufbau von Oper und Konzert bei den Festspielen. Alljährlich dirigierte er zwei Opern, Beethovens Fidelio, den er als Festspieloper etablierte, und eine Mozart-Oper, den Don Giovanni oder Die Zauberflöte, sowie einige Orchesterkonzerte. Auch im Konzertsaal war er der Wiener Klassik und Romantik verpflichtet, Mozart, Beethoven, Haydn, Schubert und Bruckner. Schalks Leistung für die Festspiele ist bis heute nicht entsprechend anerkannt, zumal es ihm Jahr für Jahr gelang, erstrangige Sängerensembles zu den noch jungen Festspielen zu holen. Neben Schalk konnten sich zwei jüngere Dirigenten in Salzburg etablieren, die unterschiedlicher nicht sein könnten: Einerseits der Feingeist Bruno Walter aus Berlin, einer jüdischen Familie entstammend, interessiert an Mozart und Mahler, Gluck und Wagner. Andererseits der ehrgeizige Clemens Krauss aus Wien, durchaus deutschnational, der sich für die Werke der Familie Strauss und von Richard Strauss einsetzte. Die beiden konnten einander nicht leiden und dennoch gelang es Salzburg, beide an die Festspiele zu binden. So sollten beide die kommende Periode von 1931 bis 1934 prägen.
Die Jahre 1927 bis 1930 bedeuteten auch eine maßgebliche Erweiterung des Salzburger Repertoires. Drei für die Zukunft wichtige Werke wurden in diesen Jahren in Salzburg verankert – 1927 der Fidelio, 1928 Die Zauberflöte und schließlich 1929 Der Rosenkavalier. Zugleich nahm die Oper Besitz vom neuen Festspielhaus und verdrängte Schritt für Schritt das Schauspiel. 1927 war der Fidelio in luxuriöser Besetzung die erste Oper im Festspielhaus, 1929 fanden alle Opernvorstellungen dort statt und danach nutzte man das intime Stadttheater nur mehr recht selten für Opernaufführungen. Franz Schalk verkündete auf einer Pressekonferenz 1930 offen und ehrlich, dass die Festspiele nunmehr eine internationale Veranstaltung geworden seien und dass in Zukunft die Musik und nicht das Theater den Ton angeben werde.

## 1927
| Die Hochzeit des Figaro von Lorenzo Da Ponte und Wolfgang Amadeus Mozart, Salzburger Stadttheater, 7. und 16. August 1927 (zwei Aufführungen)                          |                                        | | |
| Wiener Philharmoniker Wiener Staatsopernchor Robert Heger |                                        | Claire Born Gräfin Almaviva Adele Kern Susanna Louise Paichl-Brand Marcellina Berta Kiurina Cherubino Hilde Demichiel Barbarina | Hans Duhan Graf Almaviva Richard Mayr Figaro William Wernigk Basilio Franz Markhoff Bartolo Viktor Madin Antonio Hermann Gallos Don Curzio                        |
| Don Juan von Lorenzo Da Ponte und Wolfgang Amadeus Mozart, Salzburger Stadttheater, 10. und 22. August 1927 (zwei Aufführungen)                                        |                                        | | |
| Wiener Philharmoniker Wiener Staatsopernchor Franz Schalk | Josef Hietz                            | Mária Németh Donna Anna Claire Born Donna Elvira Elisabeth Schumann Zerlina                                                     | Hans Duhan Don Juan Richard Mayr Leporello Franz Markhoff Der Komtur Alfred Piccaver Don Ottavio Viktor Madin Masetto                                             |
| Fidelio von Joseph Sonnleithner, Stephan von Breuning, Georg Friedrich Treitschke und Ludwig van Beethoven, Festspielhaus, 13. bis 28. August 1927 (vier Aufführungen) |                                        | | |
| Wiener Philharmoniker Wiener Staatsopernchor Franz Schalk | Lothar Wallerstein Clemens Holzmeister | Lotte Lehmann Fidelio Elisabeth Schumann Marzelline                                                                             | Alfred Piccaver Florestan Richard Mayr Rocco Franz Markhoff Don Fernando Alfred Jerger Don Pizzaro Hermann Gallos Jaquino William Wernigk, Viktor Madin Gefangene |

Besetzungswechsel in den Folgevorstellungen:
- Don Juan. Zerline: Adele Kern (22.)
- Fidelio. Marzelline: Adele Kern (18. bis 28.)

## 1928
| Così fan tutte von Lorenzo Da Ponte und Wolfgang Amadeus Mozart, Salzburger Stadttheater, 12. bis 25. August 1928 (drei Aufführungen)            |                                        | | |
| Wiener Philharmoniker Wiener Staatsopernchor Bruno Walter                                                                                        | Ernst Lert                             | Marie Gerhart Fiordiligi Rosette Anday Dorabella Lotte Schöne Despina | Josef Burgwinkel Ferrando Alfred Jerger Guglielmo Josef von Manowarda Don Alfonso |
| Die Zauberflöte, Textbuch von Emanuel Schikaneder, Musik von Wolfgang Amadeus Mozart, Festspielhaus, 18. bis 30. August 1928 (vier Aufführungen) |                                        | | |
| Wiener Philharmoniker Wiener Staatsopernchor Franz Schalk                                                                                        | Lothar Wallerstein Oskar Strnad        | Marie Gerhart Königin der Nacht Maria Rajdl Pamina Luise Helletsgruber 1. Dame Aenne Michalsky 2. Dame Hermine Kittel 3. Dame Margarethe Krauß Papagena Lilli Claus 1. Knabe Frieda Stroinigg 2. Knabe Enid Szánthó 3. Knabe | Richard Mayr Sarastro Josef Kalenberg Tamino Franz Markhoff Sprecher Hans Duhan Papageno Hans Breuer Monostatos Hermann Gallos 1. Priester \| 1. Geharnischter Karl Ettl 2. Priester \| 2. Geharnischter |
| Fidelio von Sonnleithner, von Breuning, Treitschke und Ludwig van Beethoven, Festspielhaus, 20. bis 28. August 1928 (drei Aufführungen)          |                                        | | |
| Wiener Philharmoniker Wiener Staatsopernchor Franz Schalk                                                                                        | Lothar Wallerstein Clemens Holzmeister | Lotte Lehmann Fidelio Luise Helletsgruber Marzelline | Josef Kalenberg Florestan Richard Mayr Rocco Franz Markhoff Don Fernando Alfred Jerger Don Pizzaro Hermann Gallos Jaquino William Wernigk, Karl Ettl Gefangene                                           |

Besetzungswechsel in einer Folgevorstellung:
- Così fan tutte. Despina: Fritzi Jokl (25.)

### Gastspiele
- Der steinerne Gast
- Der unsterbliche Kachtschey
- Bastien und Bastienne/

Die Höhle von Salamanca

## 1929
| Don Juan von Lorenzo Da Ponte und Wolfgang Amadeus Mozart, Festspielhaus, 6. bis 28. August 1929 (fünf Aufführungen)                   |                                        | | |
| Wiener Philharmoniker Wiener Staatsopernchor Franz Schalk                                                                              | Lothar Wallerstein Oskar Strnad        | Mária Németh Donna Anna Claire Born Donna Elvira Adele Kern Zerlina                                                     | Karl Hammes Don Juan Richard Mayr Leporello Franz Markhoff Der Komtur Koloman von Pataky Don Ottavio Viktor Madin Masetto |
| Fidelio von Sonnleithner, von Breuning, Treitschke und Ludwig van Beethoven, Festspielhaus, 8. bis 26. August 1929 (drei Aufführungen) |                                        | | |
| Wiener Philharmoniker Wiener Staatsopernchor Franz Schalk                                                                              | Lothar Wallerstein Clemens Holzmeister | Lotte Lehmann Fidelio Luise Helletsgruber Marzelline                                                                    | Josef Kalenberg Florestan Josef von Manowarda Rocco Franz Markhoff Don Fernando Ludwig Hofmann Don Pizzaro Hermann Gallos Jaquino William Wernigk, Viktor Madin Gefangene                                                                                   |
| Der Rosenkavalier von Hugo von Hofmannsthal und Richard Strauss, Festspielhaus, 12. bis 30. August 1929 (fünf Aufführungen)            |                                        | | |
| Wiener Philharmoniker Wiener Staatsopernchor Clemens Krauss                                                                            | Lothar Wallerstein Alfred Roller       | Lotte Lehmann Feldmarschallin Vera Schwarz Octavian Adele Kern Sophie Karola Jovanović Leitmetzerin Martha Fuchs Annina | Richard Mayr Baron Ochs Hermann Wiedemann Faninal Hermann Gallos Valzacchi Richard Tomek Haushofmeister bei der Marschallin William Wernigk Haushofmeister bei Faninal \| Wirt Franz Markhoff Polizeikommissär Viktor Madin Notar Koloman von Pataky Sänger |

Besetzungswechsel in den Folgevorstellungen:
- Don Juan. Donna Anna: Felicie Hüni-Mihacsek (28.)
- Fidelio. Don Fernando: Karl Hammes (18. und 26.), Don Pizzaro: Wilhelm Rode (18. und 26.)

## 1930
| Der Rosenkavalier von Hugo von Hofmannsthal und Richard Strauss, Festspielhaus, 4. bis 22. August 1930 (drei Aufführungen)                               |                                                                    | | |
| Wiener Philharmoniker Wiener Staatsopernchor Clemens Krauss                                                                                              | Lothar Wallerstein Alfred Roller                                   | Lotte Lehmann Feldmarschallin Margit Angerer Octavian Adele Kern Sophie Karola Jovanović Leitmetzerin Gertrud Rünger Annina  | Richard Mayr Baron Ochs Hermann Wiedemann Faninal Hermann Gallos Valzacchi Viktor Madin Haushofmeister bei der Marschallin \| Polizeikommissär William Wernigk Haushofmeister bei Faninal \| Wirt Karl Ettl Notar Karl Hauss Sänger |
| Don Juan von Lorenzo Da Ponte und Wolfgang Amadeus Mozart, Festspielhaus, 6. und 29. August 1930 (zwei Aufführungen)                                     |                                                                    | | |
| Wiener Philharmoniker Wiener Staatsopernchor Franz Schalk                                                                                                | Lothar Wallerstein Oskar Strnad                                    | Mária Németh Donna Anna Luise Helletsgruber Donna Elvira Lotte Schöne Zerlina                                                | Karl Hammes Don Juan Richard Mayr Leporello Franz Markhoff Der Komtur Koloman von Pataky Don Ottavio Karl Ettl Masetto |
| Die Hochzeit des Figaro von Lorenzo Da Ponte und Wolfgang Amadeus Mozart, Festspielhaus, 9. bis 27. August 1930 (drei Aufführungen)                      |                                                                    | | |
| Wiener Philharmoniker Wiener Staatsopernchor Clemens Krauss                                                                                              | Lothar Wallerstein Alfred Roller                                   | Viorica Ursuleac Gräfin Almaviva Adele Kern Susanna Gertrud Rünger Marcellina Irene Eisinger Cherubino Lilli Claus Barbarina | Hans Hermann Nissen Graf Almaviva Karl Hammes Figaro Erich Zimmermann Basilio Karl Ettl Bartolo Viktor Madin Antonio Hermann Gallos Don Curzio                                                                                      |
| Fidelio von Sonnleithner, von Breuning, Treitschke und Ludwig van Beethoven, Festspielhaus, 13. bis 18. August 1930 (zwei Aufführungen)                  |                                                                    | | |
| Wiener Philharmoniker Wiener Staatsopernchor Franz Schalk                                                                                                | Lothar Wallerstein Clemens Holzmeister                             | Lotte Lehmann Fidelio Luise Helletsgruber Marzelline                                                                         | Josef Kalenberg Florestan Josef von Manowarda Rocco Richard Mayr Don Fernando Wilhelm Rode Don Pizzaro Hermann Gallos Jaquino William Wernigk, Karl Ettl Gefangene                                                                  |
| Don Pasquale von Giovanni Ruffini und Gaetano Donizetti, Salzburger Stadttheater, 14. bis 31. August 1930 (vier Aufführungen)                            |                                                                    | | |
| Wiener Philharmoniker Wiener Staatsopernchor Bruno Walter                                                                                                | Martin Zickel                                                      | Maria Ivogün Norina | Richard Mayr Don Pasquale Karl Hammes Malatesta Karl Hauss Ernesto Viktor Madin Notar |
| Iphigenie in Aulis von François-Louis Gand Le Bland Du Roullet und Christoph Willibald Gluck, Festspielhaus, 20. und 25. August 1930 (zwei Aufführungen) |                                                                    | | |
| Wiener Philharmoniker Wiener Staatsopernchor Bruno Walter                                                                                                | Marie Gutheil-Schoder Alfred Roller Grete Wiesenthal Choreographie | Luise Willer Klytämnestra Margit Angerer Iphigenie Luise Helletsgruber Artemis                                               | Emil Schipper Agamemnon Josef Kalenberg Achilles Josef von Manowarda Kalchas Viktor Madin Arkas Karl Ettl Patroklus |

Besetzungswechsel in den Folgevorstellungen:
- Der Rosenkavalier. Feldmarschallin: Viorica Ursuleac (11. und 22.)
- Don Juan. Don Juan: John Forsell (29.), Zerlina: Adele Kern (29.)
- Die Hochzeit des Figaro. Graf Almaviva: Wilhelm Rode (16. und 27.)

## Quelle
- Josef Kaut: Die Salzburger Festspiele 1920-1981, Mit einem Verzeichnis der aufgeführten Werke und der Künstler des Theaters und der Musik von Hans Jaklitsch. Residenz Verlag, Salzburg 1982, ISBN 3-7017-0308-6, S. 244–249.